# 波多野結衣
波多野結衣（日语：波多野 結衣，1988年5月24日—），是一位出身於日本岡山縣的AV女優、模特兒以及演員，出道於2008年，隸屬於經紀公司 T-poweres.。因外貌與著名模特兒林志玲相似，在台灣網路社群被給予「AV界林志玲」的稱號，進而使其在華人圈為人所知。自2011年起，波多野結衣亦在海外發展非AV性質的演藝活動。

## 簡歷

### 出道
波多野結衣於2008年起出道參與演出日本成人影片，最初是透過參與演出《東京流儀62》被發掘。起初在日本是個發展平平的女優，因為被認為像模特兒林志玲而在華人地區爆紅，台灣影迷稱為「AV界林志玲」，被片商認為有華人圈商機，因此從台灣紅回日本成為一線女優。

### 謠言誤傳
2010年，波多野結衣在演出的作品中宣布自己已经結婚的消息，惟究竟是否純粹為影片劇情的安排，尚未獲得證實。
2011年3月，東日本發生311地震，翌日曾有謠言誤傳她喪生於海嘯。新浪微博出現「今日中午日本東京電視台公布此次日本系列地震死亡人员名单，共计597人，其中出现了AV女神波多野结衣的名字，这一消息震惊日本AV界。」「波多野结衣的经纪人蒼子小姐更新博客，稱波多野结衣的确在昨日的地震中身亡。」「日本AV版林志玲波多野结衣于3月11日前往海边拍摄时，遭6.6米高的海啸吞没，同行的男演员和摄影师也一并葬身海底。」等消息。
2011年3月15日，南方都市報記者向波多野结衣所属的事務所──大阪支社求證，而經過事務所证实，地震發生時波多野本人在大阪，並未发生意外。

### 到台灣舉辦感謝祭
2011年9月29日，波多野結衣與大槻響受邀至台灣舉辦「感謝祭」，與粉絲們親密互動，並表達感謝台灣人民對於311地震的幫助。。
2012年，波多野結衣和成瀨心美和藤北彩香共同組成女子團體「Me-Me」，一同應邀來到台灣參加第二屆台灣成人博覽會。
2013年，波多野結衣客串中国网络喜剧片《屌丝男士》。同年8月9日，波多野結衣與藤北彩香、神咲詩織、櫻心美、佳苗琉花和Maika來到台灣參加第三屆成人博覽會。
2013年9月，波多野結衣客串台灣網路紅人蔡阿嘎的影片《嘎名人落台語》第二集。。
2014年2月19日，波多野結衣在台北參與演出八大綜合台《我們都來了》多部搞笑短劇。同年代言台灣網路遊戲《神鬼幻想》。
获得得2014年成人廣播獎年度最佳女優獎。
2014年5月17至22日，波多野結衣與Me-Me成員Maika、藤北彩香、神咲詩織受海王星娛樂的邀請，在菲律賓馬尼拉舉辦慈善演唱會。
2015年，與李康生共同主演電影《沙西米》。
2015年12月2日，為手機遊戲代言到台灣，受PTT表特版邀請參與PTT表特板x波多野結衣的線上直播節目。

### 近況
2015年8月，應悠遊卡公司之邀聯名發行紀念悠遊卡套卡，但因個人身分背景、卡面照片、以及悠遊卡公司自身的公關處理失當，在台灣社會及政壇引發一連串的爭議事件，被台灣媒體統一稱為「波卡事件」。
2017年9月，手天使在台灣創立四年，為身障者提供性服務，在台灣面臨法律與道德譴責阻礙。波多野結衣受邀赴台參與公視節目《誰來晚餐》，拜訪手天使義工，盼望台灣的社會大眾能扭轉對手天使的觀念。波多野結衣表示「我覺得性需求就像人肚子餓想吃、累了會想睡一樣。所以我也希望透過這服務，讓更多人能知道性義工的存在。」
2018年2月15日，於香港上映的電影《棟篤特工》當中客串一個角色，更曾經到於該段日子到香港宣傳電影。
2023年9月14日波多野結衣和大槻響於觀塘舉行入行15周年粉絲見面會，與200位粉絲近距離互動，期間大會抽出幸運粉絲與兩位女優大玩貼身遊戲，令現場氣氛推上極點。波多野結衣受訪時表示：「雖然我嚟過香港幾次，但今次係我第一次同粉絲見面，我一陣會同粉絲玩遊戲同埋影相。」

## 演出作品

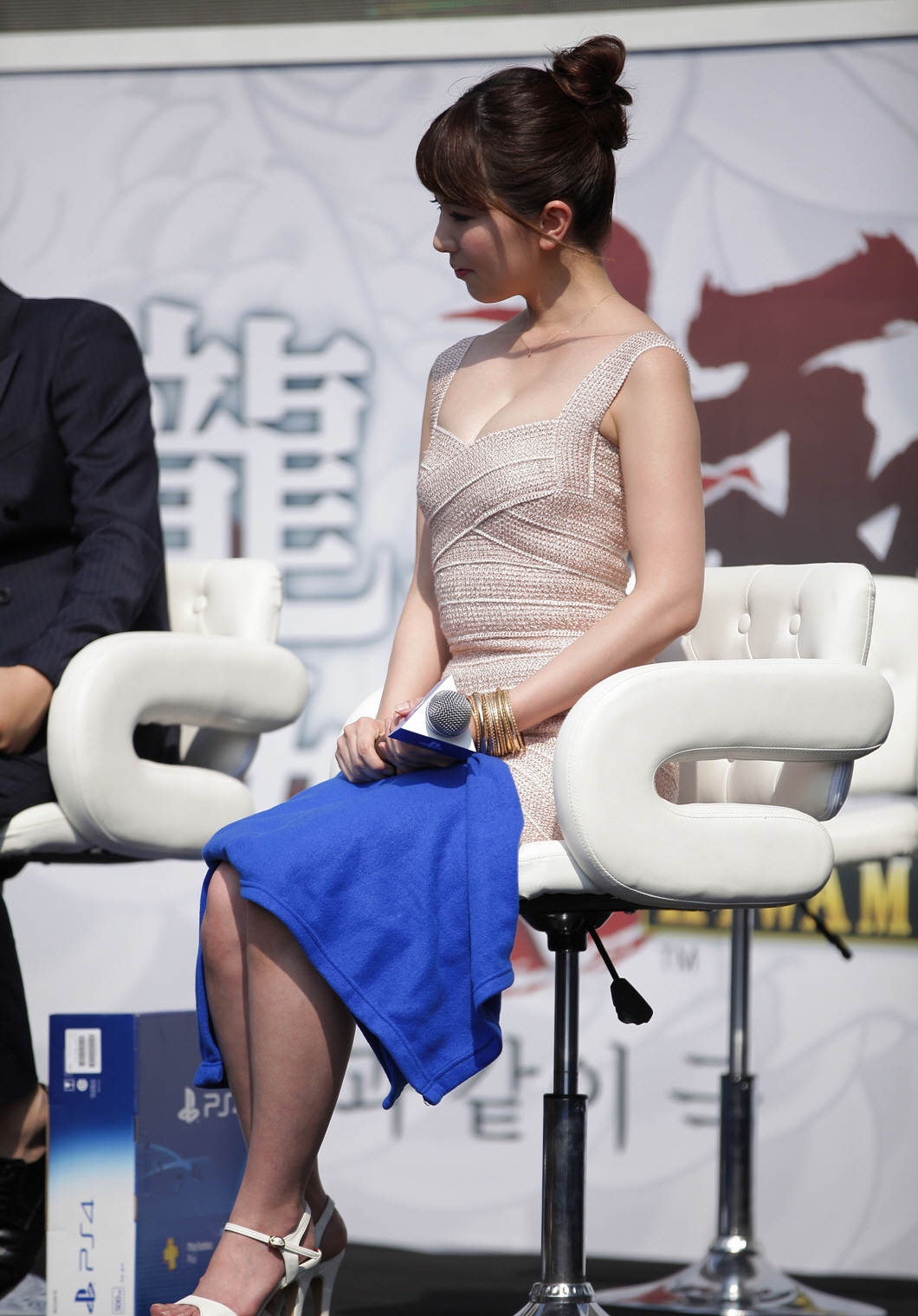
2016年5月28日参加韩国相关活动

### 書籍（寫真集）
- Yui Hatano (波多野結衣) : Dream Mask
- ラブタビ（2014年6月21日、双葉社、撮影：冨貴塚宏樹）ISBN 978-4575306934

### 電影
- 沙西米
- 棟篤特工
- 模犯慾妻

### 網路媒體
- 屌丝男士第二季第六集
- 2018年2月14日，香港著名youtuber大J曾訪問波多野結衣

### 微電影
- 搜神記

### 电视节目出演
- ビ〜チ9 (2011年12月、テレビ埼玉) - 里崎あかねと共にマンスリーゲスト

### 電玩遊戲
- 人中之龍 極（2016年1月21日，動作冒險，SEGA，PlayStation3、PlayStation 4，角色：結衣[14]）
- 人中之龍 3 HD （2018年8月9日，動作冒險，SEGA，PlayStation 4，角色：結衣）
- 人中之龍 維新 極 （2023年2月22日，動作冒險，SEGA，PlayStation 5，角色：結衣(登場在純情武士卡拉ok的MV片段)
- 人中之龍7 外傳 英雄無名 （2023年11月8日，動作冒險，SEGA，PlayStation 5，角色：結衣(登場在新純情武士卡拉ok的MV片段)）

## 外部連結
- （日語） 官方網誌 （页面存档备份，存于）
- 波多野結衣的Facebook專頁
- 波多野結衣的X（前Twitter）
- 波多野結衣的Instagram帳戶
- 波多野結衣 台灣官網
- 波多野結衣的新浪微博